# Euhesma endeavouricola
Euhesma endeavouricola är en biart som först beskrevs av Embrik Strand 1921.  Euhesma endeavouricola ingår i släktet Euhesma och familjen korttungebin. Inga underarter finns listade i Catalogue of Life.